# اچ‌ام‌اس دسپاچ (دی۳۰)
اچ‌ام‌اس دسپاچ (دی۳۰) (به انگلیسی: HMS Despatch (D30)) یک کشتی بود که طول آن ۴۷۱ فوت ۲ اینچ (۱۴۳٫۶۱ متر) بود. این کشتی در سال ۱۹۱۹ ساخته شد.